# Gianni Vernetti
Gianni Vernetti, nacido 27 de noviembre de 1960 en Turín, es un periodista y político italiano, miembro del Partido Demócrata
Fue elegido diputado en 2001 y 2008 y senador en 2006
Está casado con Laura De Donato, periodista. Tienen cuatro hijos.

## Biografía
Fue elegido por primera vez en 2001 a la Cámara de Diputados por las listas de Ulivo. Fue líder del Grupo Margherita dentro de la Comisión de Actividades Productivas de la Cámara de Diputados, impulsando diversas iniciativas legislativas en materia de energías renovables. Fue miembro de la dirección nacional de Democracia y Libertad-La Margherita y responsable primero del Departamento de Energía y luego del Departamento de Relaciones Internacionales del partido.

### Senador de L'Ulivo (2006-2008) y Subsecretario de Asuntos Exteriores
En 2006 fue elegido Senador de la República  y llegó a ser Subsecretario de Asuntos Exteriores (2006-2008) en el segundo gobierno de Romano Prodi. Durante su mandato en Farnesina, fue responsable de las relaciones bilaterales entre Italia y los países de Asia y el Pacífico, así como de los Derechos Humanos. Vernetti promovió la primera conferencia Italia-Asia Central en septiembre de 2007 y ha impulsado numerosos proyectos de cooperación económica, científica y académica con India, China, Corea, Vietnam, Sri Lanka y Pakistán. Durante su mandato, Italia inició un diálogo con el Foro de las Islas del Pacífico. Vernetti también representó a Italia en el Consejo de Derechos Humanos de las Naciones Unidas y en la Asamblea General de las Naciones Unidas. Coordinó la campaña italiana por la moratoria universal de la pena de muerte, y también coordinó la acción de búsqueda de consenso en las Naciones Unidas que condujo a la aprobación de la resolución en diciembre de 2007.

### Diputado PD (2008-2013)
En 2008, fue elegido para un tercer mandato a la Cámara de Diputados por la lista del Partido Demócrata. Es miembro de la Comisión de Asuntos Exteriores de la Cámara de Diputados y de la delegación italiana en la Asamblea Parlamentaria de la OTAN.
Gianni Vernetti fue director de Asuntos Exteriores del Partido Demócrata Europeo y coordinador de la Alianza de los Demócratas. Desde 2008 es copresidente del grupo italiano de la Internacional Liberal. En 2008 fundó el Intergrupo Parlamentario Italia-Tíbet, del que es presidente y fue también vicepresidente de la Asociación Parlamentaria Italia-Israel. El mismo año, se pronunció a favor de impedir que el presidente iraní Ahmadinejad asistiera a la cumbre de la FAO en Roma porque se le consideraba persona non grata.

### Columnista y escritor (2013- ...)
Vernetti decidió no presentarse a las elecciones políticas de febrero de 2013 y en mayo de 2013 se unió al Partido Demócrata. Dijo que estaba a favor de la intervención internacional en la guerra civil siria, incluso en ausencia de un mandato de la ONU.
Se dedica al sector de las energías renovables y fundó Gea Solar a finales de 2015, empresa de desarrollo y construcción de sistemas. empresas de energía solar en diversos países de Asia, África y América Latina, de las que es presidente y director general.
Desde enero de 2018 es columnista de La Stampa donde durante tres años escribió diversos editoriales y artículos de fondo sobre política exterior, geopolítica y derechos humanos. También colabora sobre los mismos temas con el periódico online Huffington Post.
A partir de mayo de 2020, se convierte en columnista de La Repubblica  donde escribe numerosos editoriales, informes y entrevistas que describen las principales crisis globales, el creciente enfrentamiento entre democracias y regímenes autoritarios, las nuevas amenazas a la seguridad internacional, los desafíos que enfrenta Occidente. regímenes de Rusia y China.
En marzo de 2022, publicó el volumen Dissidenti para Rizzoli  en el que analiza el creciente enfrentamiento entre democracias y autocracias, acompañando al lector en un viaje por las montañas del Kurdistán, donde los combatientes kurdos derrotaron a las milicias yihadistas del Estado Islámico. ; en las laderas del Himalaya, donde un puñado de valientes monjes salvaron la antigua cultura tibetana; en la pequeña y combativa Lituania, que vivió todos los totalitarismos del siglo XX y hoy acoge a disidentes de Rusia y Bielorrusia; en la isla de Taiwán, que resiste el autoritarismo chino.